# Aquaria (datorspel)
Aquaria är ett sidscrollande actionäventyrsspel i 2D skapat av indiespelföretaget Bit Blot. Studion består av Alec Holowka och Derek Yu, vilka utvecklade den ursprungliga versionen av spelet efter mer än två års utveckling och släppte det 2007 till Microsoft Windows. En portering till Macintosh släpptes 2008 av Ambrosia Software, och en uppdaterad version av spelet släpptes samma år till Steam. En Linux-version släpptes som en del av samlingen Humble Indie Bundle 2010, och en utgåva till Ipad släpptes den 2 november 2011. En Android-portering av spelet släpptes som en del av Humble Bundle with Android 6-samlingen i juni 2013. 2009 var soundtracket till Aquaria ute till försäljning. Det inkluderar all musik i spelet och ett nytt niominutersspår med sång och några remixer.
Spelet följer Naija, en sjöjungfru-liknande kvinna, som utforskar undervattensvärlden Aquaria. På sin resa lär hon sig både om världens historia och sitt eget förflutna. Spelupplägget fokuserar på en kombination av simning, sång och strid, genom vilka Naija kan interagera med världen. Naijas sång kan förflytta föremål, påverka växter och djur, och ändra hennes fysiska utseende till andra former. Dessa former har olika egenskaper, som exempelvis kan skjuta projektiler mot fientliga varelser eller ta sig fram genom barriärer som är otillgängliga för henne i hennes naturliga form.
Recensionerna av spelet var främst positiva, där spelet fick särskilt beröm för sin grafik, musik, atmosfär, kontrollschema och spelupplägg, men fick kritik för sitt kartsystem och begränsade variation av mål. Aquaria vann Seumas McNally Grand Prize från Independent Games Festival i mars 2007.

## Spelupplägg

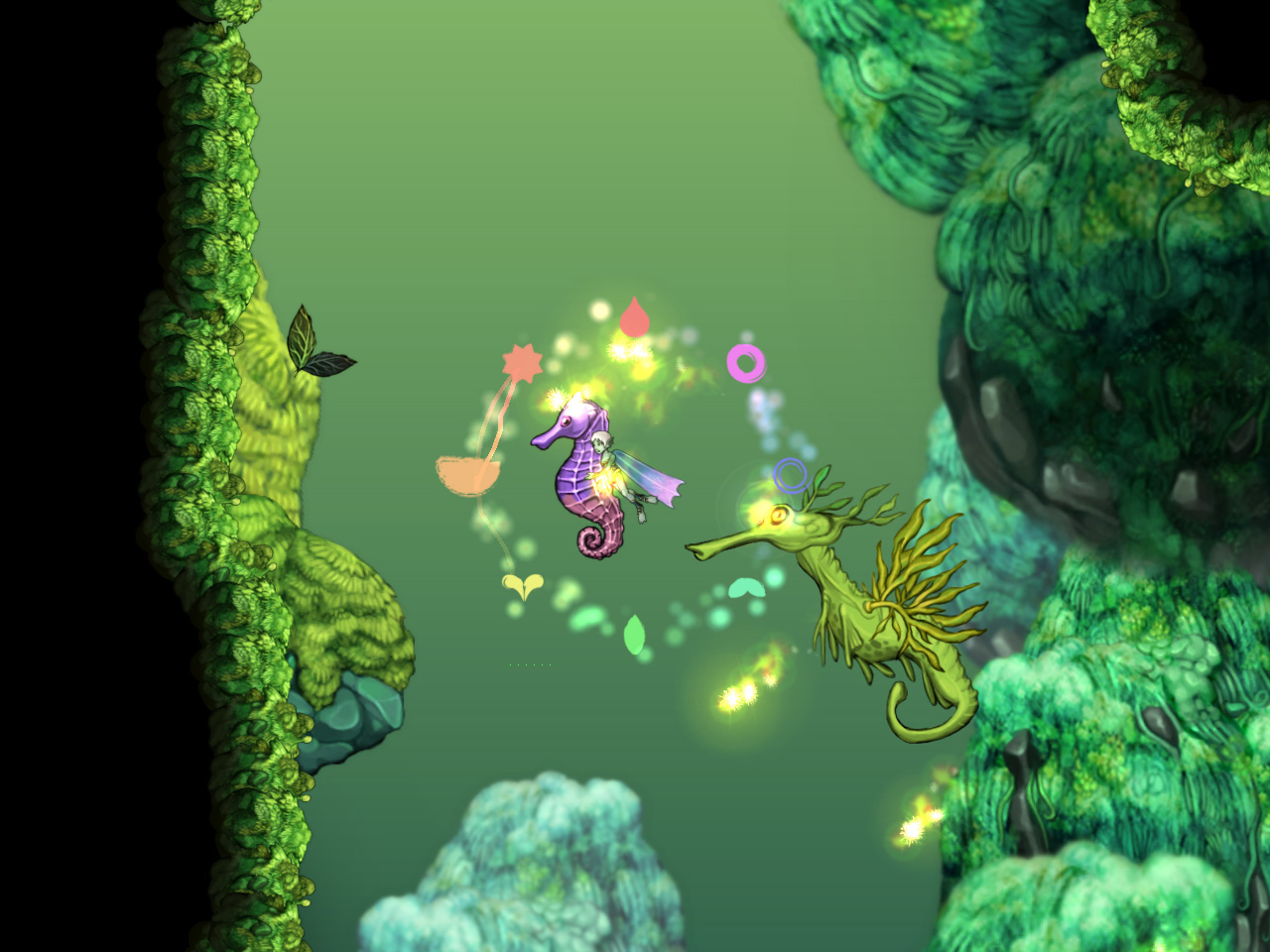
Naija i sin standardform ridande på en sjöhäst intill en sjödrake. Hon omges av en ring med åtta tecken genom vilken spelaren kan spela melodier

Aquaria är ett sidscrollande actionäventyrsspel i 2D med icke-linjärt spelupplägg, som fokuserar på utforskande och att lösa pussel. Spelaren kontrollerar Naija, en ensam figur som vistas under vattnet. Trots likheter med en mänsklig kvinna besitter Naija flera fisklika förmågor, såsom att kunna andas under vatten och röra sig snabbt med sina simhudsförsedda fötter. Spelet, som från början enbart var tillgängligt till datorer, var designat för att huvudsakligen kontrolleras endast via musen, men det kan också styras med ett tangentbord eller en Xbox 360-kontroll. Spelaren styr Naija genom en värld under vattnet som består av flera olika distinkta regioner, från grottor till undervattensruiner till solbelysta oaser. Dessa områden är fyllda med växt- och djurliv som kan skada Naija och få hennes hälsa att minska, detta genom att röra henne eller skjuta projektiler mot henne.
I allmänhet kan Naija inte interagera direkt med föremål i världen. Istället är majoriteten av handlingarna genomförbara genom att sjunga korta melodier. Spelaren gör detta genom att välja en serie noter i rätt ordning, som visas i en cirkel med åtta alternativ. Varje not motsvarar en viss färg. Genom att sjunga noter påverkas växter och föremål med samma färg som noten. När tonerna sjungs, som går att lära efterhand i spelet, kan föremål lyftas, en sköld kan skapas runt Naija eller så ändras hon till en annan "form" som har ett annat utseende och en unik egenskap som behövs för att ta sig förbi olika utmaningar eller hinder i spelet. De specifika tonerna som spelas när spelaren väljer en not kan ändras svagt i olika regioner och gör att bakgrundsmusiken matchar melodin. Standardformen, eller "normal form", är den enda i vilken Naija kan sjunga, och är den enda där hennes utseende går att modifiera av spelaren genom att Naija bär dräkter som kan hittas i spelet.
Andra former är "energy form" i vilken Naija kan avfyra projektiler för att attackera fiender, "beast form", vilken möjliggör för henne att simma snabbare och äta mindre fiskar för att återfå hälsa, och "nature form", i vilken hon kan skjuta fröer som producerar blommor och taggiga växter som kan skada andra varelser. I den här formen tar Naija inte skada av taggar på någon växt. Spelaren kan också lära sig "sun form", som Naija kan utnyttja för att belysa mörka områden, "spirit form" som gör det möjligt för spelaren att förflytta karaktären till specifika platser markerade med blå kristaller utan att tiden går, "fish form", där hon förvandlas till en liten snabb fisk, och "dual form", som finns i slutet av spelet och som Naija och en annan karaktär vid namn Li, som påträffas sent i spelets handling, kan använda för att sammanföra varandra, där den enas handlingar påverkar den andra.
Samtidigt som Naija utforskar världen kan hon samla olika ingredienser från interaktion med växter och djur, främst genom att strida mot sina fiender. Dessa ingredienser kan användas för att tillaga maträtter som har varierande effekter på henne. Den mest vanligt förekommande effekten är läkning och olika utökade färdigheter som hastighet och skydd, men det finns några mer exotiska maträtter som ger henne nya förmågor. Spelaren kan lära nya recept genom att direkt komma över nya rätter, men också genom att lära sig dem när ingredienser kombineras utan att först veta receptet.

## Handling

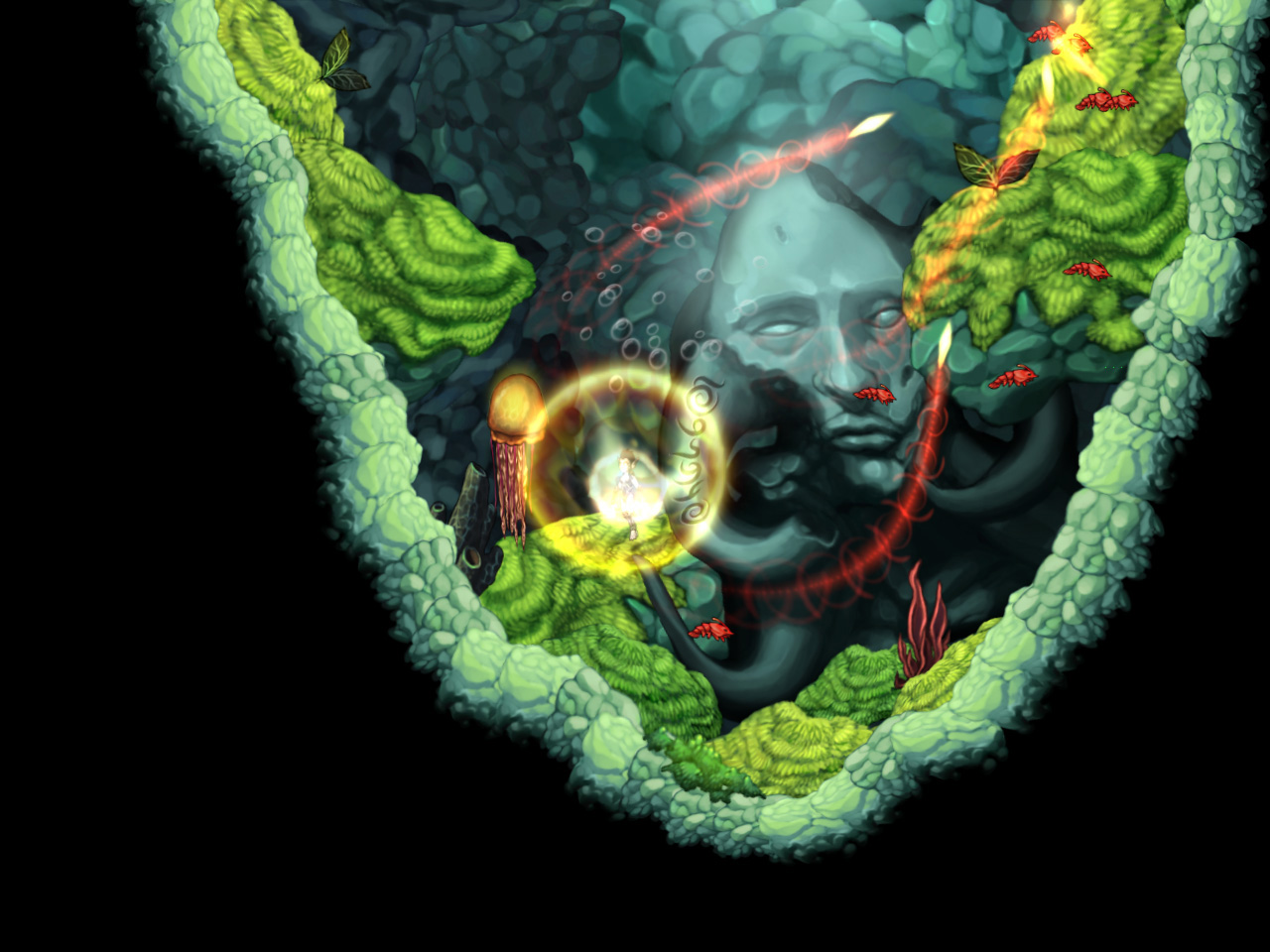
Naija attackerar varelser i sin "energy form", och avfyrar projektiler

När spelet börjar har Naija förlorat nästan alla sina minnen, och är omedveten om världen utanför sitt hem eftersom hon "lever som en enkel varelse". Spelaren får detta berättat i form av en historia berättad av en framtida Naija. Dessa berättelser tjänar som den primära informationskällan om Naija genom spelet, dock förekommer vissa filmsekvenser. Naija vaknar upp efter att ha konfronterats av en skugglik figur och fått se en serie återblickar som hon inte kan förstå. Då hon känner sig ensam som den enda individen i sitt slag, bestämmer hon sig för att utforska världen runt sig. Allteftersom spelaren utforskar, upptäcker Naija alltmer om världen Aquarias historia och om sitt eget förflutna. Spelaren behöver inte gå genom handlingen under en spelomgång. Den enda begränsande faktorn är fysiska barriärer som exempelvis områden som enbart kan nås genom att använda en specifik form. Kombinationer av dessa fysiska begränsningar förlägger vissa delar av handlingen till senare tillfällen i spelet. Narrativet i merparten av spelet centreras kring Naijas utforskande av en serie av förstörda civilisationer som hon finner, var och en med ett stort monster i. Dessa civilisationer utgör olika regioner i spelet.
Mot slutet av spelet upptäcker Naija att alla de förstörda civilisationerna hon har hittat genom spelet var omintetgjorda av en gud, "the Creator", som var avundsjuk på den ökande makten hos civilisationen eller på deras gudar. De mäktiga monstren hon hittat och besegrat i varje region var de tidigare gudarna i den civilisationen. Var och en av dessa civilisationer hade en unik makt, symboliserad av formen som Naija lär sig efter att hon besegrat deras tidigare gudar. Tillsammans med Li, en människa och dykare från landet som hon träffar vid havets rand, dyker Naija sen ner till botten av havet för att konfrontera guden. Hon upptäcker där att the Creator föll ner i havet som barn, och bands ihop med en forntida ande och fick gudomliga krafter. Han skapade då Aquaria, och gjorde en vers av en vaggsång som hans mor hade sjungit för honom, den enda delen av sången han minns. Melodin till denna sång, "versen", är vad som gör det möjligt för Naija att sjunga sånger som påverkar världen runt henne. Delar av melodin kan höras i olika former i låtarna i spelets soundtrack.
The Creator skapade, efter Aquaria, en serie civilisationer och skapade en ny när en blev förstörd. The Creator kidnappar Li, som Naija har blivit kär i, varpå hon attackerar the Creator för att få honom tillbaka. Spelaren besegrar guden, som är spelets sista boss och återvänder hem med Li. I epilogen visas Naija med Li och deras barn. Om spelaren har funnit alla Naijas minnen genom att upptäcka platser hon kommer ihåg, avslöjar de att den skugglika figuren i spelets början var hennes mor, Mia. Mia skapades av the Creator och hade förmågan, precis som Naija, att använda de olika krafterna hos alla civilisationerna. Hon flydde från the Creator, och gömde sig själv och Naija hos flera efterföljande samhällen. Efter förintandet av det sista raderade hon Naijas minne så att hon skulle ta reda på historien om Aquaria på egen hand och besegra the Creator. I den förlängda epilogen som presenteras om spelaren har funnit alla minnen, framträder Mia och talar om för Naija att de två kan erövra civilisationerna ovan vattnet. När Naija vägrar kidnappar Mia henne och försvinner. Den förlängda epilogen slutar med att Lucien, Naijas och Lis son, beger sig iväg för att finna henne. Om spelaren inte har funnit alla minnen, slutar istället epilogen med att Naija frågar spelaren om denne kan ta reda på hennes förflutna, och säger att berättandet i spelet hade till syfta till att bli lyssnat på av hennes son.

## Utveckling
Aquaria utvecklades av Derek Yu och Alec Holowka över en tvåårsperiod, från ett koncept som Holowka hade kommit på ett år tidigare. Yu var lead artist och Holowka skötte programmeringen och ljudkomponenterna. Båda hade tidigare jobbat med datorspel, Yu hade gjort flera spel av gratisprogram, däribland I'm O.K – A Murder Simulator med Holowka och några andra, medan Holowka hade jobbat med flera datorspelsprojekt, inget av dessa hade dock släppts. Ytterligare innehåll i spelet, inklusive nivådesign och skriptning av fiender, gjordes av Brandon McCartin. Holowka och Yu grundade officiellt studion Bit Blot för att ge spelet support en vecka innan det lämnades till 2007 års Independent Games Festival. Namnet på företaget är menat att representera en blandning av konst och teknologi. Aquaria är studions enda spel. Båda har fortsatt att göra datorspel, men inte tillsammans. Holowka gick vidare och bildade ett separat team kallat Infinite Ammo och Yu fortsatte att jobba med gratisprogram-spel och olika porteringar av plattformsspelet Spelunky.
Den första prototypen av spelet hade en stil liknande ett textbaserat rollspel, med en stor öppen värld och många sidouppdrag. Efter att ha gått mot "flera valbara textsvar" och ett komplicerat speluppläggssystem,  bestämde teamet att förenkla spelet och satte Independent Games Festival 2007 som en deadline (tidsgräns) för att slutföra allt. Denna tidspress tvingade dem att utesluta mycket som de kände var onödig komplext och förde spelet mot dess kärna. När de hade tagit bort mycket av vad de ansåg vara överflödiga element, lade de till systemet med matlagning, som de tyckte passade in väl med resten av spelet, liksom ett kartsystem. De utvecklade sedan spelvärlden och storyn i ett någorlunda linjärt mönster och skapade grundläggande design av varje region, och återkom i ett senare skede för att lägga till detaljer. De tyckte detta tillät dem att skapa intressanta idéer i början av spelet och sedan fylla ut dem och lösa dem i slutet. En av dessa idéer var den om "versen". Holowka insåg en bit in i utvecklingen att han hade använt samma åtta-nots-sekvens införlivat i olika tonarter i musiken, och förstod att idén med ett genomgripande musikaliskt tema för världen lämpade sig för historien. Aquaria innehåller också ett redigeringsredskap för nivåer och animationer och flera mods har gjorts till spelet.
|  |
|  |

Spelet utvecklades för att kunna styras av spelaren med hjälp av enbart musen, något som föreslogs av Yus far. Utvecklarna ansåg att detta kontrollupplägg tvingade dem att göra spelandet följsamt och lätt att greppa. Dock lade de också till alternativet att kontrollera spelet med ett tangentbord eller en Xbox 360-handkontroll. Yu och Holowka såg att utforskningsspelens kännetecken vara en känsla av ensamhet, vilket de gjorde till en del av berättandet, men de ville också att spelaren skulle få en känsla av karaktären Naija. För att åstadkomma det använde de berättarröst för att visa spelaren vad Naija kände vid viktiga delar i spelet. Rösten till Naija gjordes av Jenna Sharpe som valdes efter att ha haft audition med flera andra röstskådespelare. Utöver detta sjöng hon på en låt på soundtracket, "Lost to the Waves". Hon sjöng också en niominuterslåt, "Fear the Dark", som släpptes specifikt för utgivningen av soundtrackalbumet till Aquaria, som publicerades av Bit Blot den 14 november 2009. Albumet innehåller 50 låtar på två skivor och innefattar all musik i spelet, liksom några remixer.
Spelet släpptes till Windows-datorer den 7 december 2007. En uppdatering släpptes senare som hade nya funktioner i kartan i spelet, stöd för widescreen och flera "tweakade" (ändrade) spellägen. En portering till Macintosh släpptes den 12 november 2008 och utvecklades av Ambrosia Software. Spelet släpptes till Steam den 15 december 2008 och innehöll ett tillägg med 27 Steam Achievements. En Linux-version av spelet utvecklades 2009 av Ryan C. Gordon, en öppen betaversion pågick till den 6 februari 2010, och släpptes som en del av spelsamlingen Humble Indie Bundle. Källkoden för spelets motor släpptes under GNU General Public License den 3 juni 2010. En modifierad version släpptes till Ipad den 2 november 2011. Utgåvan, som innefattar stöd för pekskärm och ändringar av spelkartans funktion, skapades av Andrew Church, som fick förfrågan om att göra porteringen av Holowka efter att Church hade gjort en inofficiell portering till Playstation portable.

## Mottagande
| Mottagande      | Mottagande                                               |
| Samlingsbetyg   | Samlingsbetyg                                            |
| Tjänst          | Betyg                                                    |
| --------------- | -------------------------------------------------------- |
| Gamerankings    | 83% (6 recensioner) (PC) 88% (6 recensioner) (iOS)       |
| Metacritic      | 82/100 (7 recensioner) (PC) 84/100 (8 recensioner) (iOS) |
| Recensionsbetyg |                                                          |
| Publikation     | Betyg                                                    |
| Eurogamer       | [ 4 ]                                                    |
| IGN             | [ 3 ]                                                    |
| PC Gamer UK     | [ 36 ]                                                   |
| GameCritics.com | [ 2 ]                                                    |

Aquaria vann huvudpriset Seumas McNally Grand Prize vid 2007 års Independent Games Festival och var också finalist i kategorierna Design Innovation, Excellence in Visual Art och Excellence in Audio. Arrangemanget hyllade spelets "följsamma kontroller, unika, icke-linjära spelupplägg, och livfulla handmålade sagobokslika grafik". Spelet mottog beröm från många olika recensenter. Cam Shea på IGN kallade det ”en fantastisk bedrift av ett så litet team”, Richard Naik på Gamecritics beskrev det som "en extremt högkvalitativ produkt" och ett fint exempel på genren sidscrollande datorspel, medan Chris Dahlen på The A.V. Club kommenterade spelet som ett "inte så mycket ett retroäventyr som ett nytt grepp på allt som gjorde de gamla 2D-äventyren bra". Lovord om spelet riktades främst mot dess visuella stil och atmosfär. Tim Henderson på tidskriften Hyper berömde spelet för "en ovanlig och genuin känsla av utforskande, under och upptäckande". En recension av Scott Colbourne på The Globe and Mail beskrev Aquaria "döds-vackert" med en "djup och drabbande story" och sammanfattade det med ”ett spel du kan bli behagligt vilse i".
Andra recensenter, så som Tom Bramwell på Eurogamer och Chris Holt på Macworld uttryckte samma hyllningar för grafiken och atmosfären, medan Craig Pearson på PC Gamer UK också lyfte fram musiken och berättarrösterna och Suzie Ochs på MacLife berömde musiken och storyn. Andra lovord rörde spelets kontrollschema och spelmekanik, där Holt pekade på matlagningssystemet som värt att uppmärksamma. Trots att ha noterat att spelets grafik och presentation skulle vara det första som spelare skulle lägga märke till, skrev Nathan Cocks på PC Powerplay att "från ett designperspektiv, är Aquaria en triumf," med den rätta mängden komplexitet och nivådesign som är "på pricken".

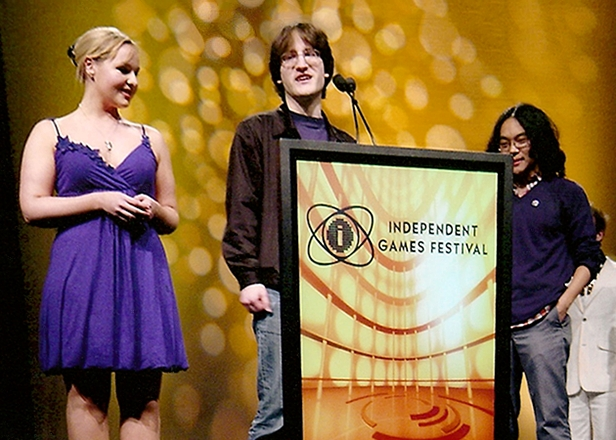
Jenna Sharpe, Alec Holowka och Derek Yu vid Independent Games Festival 2007

Flera recensenter, som Bramwell och Holt, kritiserade kartsystemet som fanns i den första versionen av spelet för att vara förvillande och svårt. Andra recensenter hade olika invändningar, som Henderson, som kritiserade den första släppta versionen för dess "brist på stöd för widescreen", eller Naik, som tyckte att kontrollupplägget inte var lika intuitivt när Xbox 360-kontrollen användes. Shea and Pearson uttryckte att spelet hade kunnat använda mer pussel eller en bredare variation av uppdrag och mål för att balansera utforskandet och striderna. De tyckte dock inte att dessa minus var jämförbara med spelets fördelar, och Pearson konstaterade att "det som är bra överträffar vad som i huvudsak är petitesser."